# Yulbars Khan

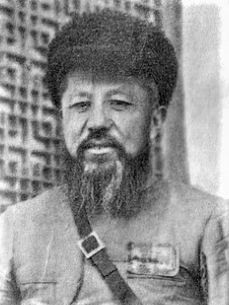
Foto von Yulbars Khan.

Yulbars Khan (chinesisch 堯樂博士, Pinyin Yáolèbóshì, uigurisch يۇلبارس خان; * 13. August 1889 in Yengisar, Provinz Xinjiang, kaiserliches Qing-China; † 27. Juli 1971 in Taipeh, Taiwan) war ein chinesischer Militär und Politiker. Er war ein uigurischer Adliger, kämpfte viele Jahre im Chinesischen Bürgerkrieg und diente als Exil-Gouverneur für die Provinz Xinjiang in der Republik China (Taiwan).
In der Spätphase des Chanats Hami (auch genannt  Khanat Hami oder Khanat Kumul) diente Yulbars Khan als Minister des regierenden Prinzen.
Nach dem Beginn der Hami-Rebellion stand Khan mit Hodscha Niyaz an der Spitze des Aufstandes. General Ma Zhongying sandte seinen Stellvertreter Ma Shiming als Unterstützung zu den Rebellen. Khan gelang es, General Ma zu überzeugen, auf der Seite der Rebellen in den Konflikt einzugreifen. 1931 zog General Ma mit einer kleinen Streitmacht in Xinjiang ein, zog sich jedoch nach einer militärischen Niederlage wieder nach Gansu zurück. Im Frühjahr 1933 marschierte General Ma erneut in Xinjiang ein, gewann eine Schlacht bei Hami und marschierte auf die Provinzhauptstadt Urumtschi weiter. Nach dem Sieg bei Hami ernannte Ma laut einigen Quellen Khan zu einem Brigadekommandeur.
Nach dem sowjetischen Einmarsch in Xinjiang im Jahr 1934 schwor Khan dem Separatismus ab und erhielt einen Regierungsposten in dem Regime von Sheng Shicai. Außerdem kehrte er nach Hami zurück und wurde dort Garnisonskommandeur.
Nachdem der letzte republikanische Gouverneur der Provinz Burhan Shahidi im Jahr 1949 Xinjiang an die Volksbefreiungsarmee übergeben hatte, kämpfte Yulbars Khan mehrere Monate im Untergrund weiter gegen die Herrschaft der Kommunistischen Partei Chinas. Im Anschluss emigrierte er über das kurz zuvor unabhängig gewordene Pakistan nach Taiwan. Von 1951 bis 1971 diente er dort als Exil-Gouverneur für Xinjiang.